# Orquestra Sinfônica de Minas Gerais
A Orquestra Sinfônica de Minas Gerais (OSMG) é uma orquestra existente na cidade de Belo Horizonte, em Minas Gerais. É um dos corpos artísticos mantidos pela Fundação Clóvis Salgado e está sediada no Palácio das Artes. Atualmente sob regência de Lígia Amadio, atua na programação lírica de óperas e concertos da cidade. Dependendo do repertório, o grupo atua com solistas convidados e ao lado do Coral Lírico de Minas Gerais e da Cia. de Dança Palácio das Artes.

## História
Seu primeiro concerto ocorreu em 1977. Na ocasião, a orquestra foi regida pelo maestro alemão Wolfgang Groth. Desde a sua inauguração, a orquestra já teve como regentes titulares Sérgio Magnani, Carlos Alberto Pinto da Fonseca, Aylton Escobar, David Machado, Afrânio Lacerda, Holger Kolodziej, Emílio de César, Marcelo Ramos, Roberto Tibiriçá e Silvio Viegas.
Já se apresentaram juntamente à orquestra nomes da música erudita como Nelson Freire, Arnaldo Cohen, Lena Neudauer, Martin Ostertag, entre outros.
Em 2003, a orquestra apresentou O Barbeiro de Sevilha de Rossini, com direção de Carla Camurati e regência do maestro Sílvio Viegas.
Em 2004, a OSMG apresentou a ópera Turandot, de Puccini sob a regência do maestro Marcelo Ramos, no Palácio das Artes, em Belo Horizonte.
Em 2005, participou pela primeira vez do Festival de Inverno de Campos do Jordão, em São Paulo
Os maestros Isaac Karabtchevsky, Roberto Tibiriçá, Oillian Lana, Henrique Morelembaum, Eleazar de Carvalho, Cláudio Santoro, Camargo Guarnieri, Benito Juarez, Alceo Bocchino, Marc Trautman, Roberto Duarte, Carlos Eduardo Prates, Per Brevig, Roberto Schnorremberg, Johannes Hömberg e Eugene Kohn também já regeram a orquestra como convidados em vários concertos e apresentações.
O grupo tem sua sede construída em um prédio na Praça da Liberdade, antiga sede do poder do Estado. O prédio, escolhido através de um concurso nacional de arquitetura, foi vencido pelo arquiteto Humberto Hermeto e colaboradores.

## Obras Gravadas
- "Ofício de Trevas" de José Maria Xavier - com regência de Marcelo Ramos e participação do Coral Lírico de Minas Gerais.
- "Tavinho Moura" (coletânea com obras deste compositor) - regência de Wagner Tiso.